# Moje 3
Moje 3 – serbski zespół muzyczny składający się z Mirny Radulović, Neveny Božović i Sary Jovanović. Grupa reprezentowała Serbię na 58. Konkursie Piosenki Eurowizji w 2013 roku z utworem „Ljubav je svuda”.

## Historia grupy

### 2012–2013:Prvi glas Srbije
Radulović, Božović i Jovanović spotkały się podczas drugiego sezonu programu Prvi glas Srbije. Wszystkie trzy były w grupie trenerskiej Aleksandry Radović. Cała trójka ostatecznie dotarła do finału i zajęła pierwsze trzy miejsca.

### od 2013: Konkurs Piosenki Eurowizji i rozpad grupy
W lutym 2013 ogłoszono, że Radulović, Božović i Jovanović wezmą udział w Beosong 2013 (krajowych eliminacjach do Konkursu Piosenki Eurowizji) pod nazwą Moje 3. Ich utwór „Ljubav je svuda” został skomponowany i wyprodukowany przez Sašę Miloševicia Mare, a słowa do niego napisała Marina Tucaković. Milošević Mare był jednym z sędziów programu Prvi glas Srbije oraz autorem tekstu piosenki „Molitva”, który wygrał Eurowizję 2007. Tucaković natomiast napisała teksty utworów „Ovo je Balkan” (reprezentował Serbię w 2010) oraz „Nije ljubav stvar”, który reprezentował Serbię w 2012. 2 marca 2013 Moje 3 wystąpiły w półfinale krajowych selekcji i awansowały do finału, który dzień później wygrały. 
Przed występem na Konkursie Piosenki Eurowizji, Moje 3 w celach promocyjnych nagrały utwór w różnych wersjach oraz językach. Ponadto wystąpiły na Eurovision in Concert w Amsterdamie 13 kwietnia 2013. 28 marca 2013 odbyło się losowanie kolejności występów w półfinałach. Serbia została umieszczona jako 16., ostatnia w kolejności w pierwszym półfinale, który miał miejsce 14 maja 2013. Moje 3 nie zakwalifikowały się do finału, zajmując 11. miejsce z 46 punktami. 
Moje 3 otrzymały nagrodę Barbary Dex przyznawaną najgorzej ubranemu artyście na Eurowizji, otrzymując 967 z 2747 ważnych głosów. 
Przed powstaniem grupy członkinie zespołu ogłosiły, że został on stworzony jedynie na potrzeby udziału w Beosong, a po występie w Konkursie Piosenki Eurowizji nie będą już tworzyć grupy. Pod koniec maja poinformowano o rozwiązaniu zespołu i rozpoczęciu przez jego członkinie karier solowych.
W 2015 wystąpiły gościnnie podczas serbskich preslekcji do 60. Konkurs Piosenki Eurowizji.

### Działalność pozasceniczna
31 stycznia 2013 członkinie grupy wspólnie uczestniczyły w charytatywnym gotowaniu w jednym z belgradzkich domów dziecka.